# Francesco Pecchiari
Francesco Pecchiari (Muggia, 10 dicembre 1916 – Malta, 8 luglio 1942) è stato un militare e aviatore italiano, Asso della Regia Aeronautica nel corso della seconda guerra mondiale con 5 vittorie aeree individuali e 5 in compartecipazione accertate.

## Biografia
Nacque a Muggia, provincia di Trieste, il 10 dicembre 1916, figlio di Giuseppe. Arruolatosi nella Regia Aeronautica nel 1936, l'anno successivo conseguì il brevetto di pilota militare. Assegnato al 31º Stormo, transitò successivamente nella 352ª Squadriglia, 20º Gruppo, appartenente dapprima al 51º Stormo Caccia Terrestre, e poi al 56º Stormo Caccia Terrestre.  Dopo l'entrata in guerra del Regno d'Italia, avvenuta il 10 giugno 1940, partecipò alle operazioni belliche. Il suo reparto si trova schierato sull'aeroporto di Roma-Ciampino Sud.
Il 20º Gruppo, al comando del maggiore Riccardo Roveda, inquadrato nel Corpo Aereo Italiano (CAI), prese parte alla battaglia d'Inghilterra. I 45 caccia Fiat G.50 Saetta presero parte a operazioni di caccia libera e scorta ai bombardieri Fiat B.R.20 Cicogna. Il suo reparto rientrò in patria nell'aprile 1941, per essere trasferito in Africa settentrionale nel corso dell'estate di quell'anno. Asso dell'aviazione con 5 vittorie individuali confermate e 5 in compartecipazione, cadde in azione su Malta l'8 luglio 1942, abbattuto da George Beurling. Insignito di due medaglie d'argento, due croci di guerra al valor militare e due croci al merito di guerra.

### Annotazioni
1. ↑  Inquadrato nel 56º Stormo Caccia Terrestre (ten. col. pilota Umberto Chiesa) contava su 351ª (9 G 50), 352ª (9 G 50) e 353ª Squadriglia (7 G 50, 4 CR 32).

### Fonti
1. 1 2 3  Apostolo, Massimello 2000, p. 87.
2. 1 2 3 4  Dunning 1988, p. 28.
3. ↑  Dunning 1988, p. 29.
4. ↑   Medaglia d'argento al valor militare Francesco Pecchiari (JPG), su decoratialvalormilitare.istitutonastroazzurro.org, Istituto del Nastro Azzurro. URL consultato il 17 settembre 2023.